# Okonsk
Okonsk (ukrainisch Оконськ; russisch Оконск, polnisch Okońsk) ist ein Dorf im Osten der ukrainischen Oblast Wolyn mit etwa 1239 Einwohnern (2024).
Okonsk ist die einzige Ortschaft der gleichnamigen Landratsgemeinde und liegt im Süden des Rajons Kamin-Kaschyrskyj an der Fernstraße M 07 / E 373 7 km südlich vom ehemaligen Rajonzentrum Manewytschi. Die Oblasthauptstadt Luzk liegt 73 km südlich von Okonsk. Durch das Dorf fließt die Okinka (Окінка), ein 28 km langer, linker Nebenfluss des Styr.
Am 12. Juni 2020 wurde das Dorf ein Teil der Siedlungsgemeinde Manewytschi; bis dahin bildete das Dorf die gleichnamige Landratsgemeinde Okonsk (Оконська сільська рада/Okonska silska rada) im Zentrum des Rajons Manewytschi.
Am 17. Juli 2020 wurde der Ort Teil des Rajons Kamin-Kaschyrskyj.